# Perlohmanniidae
Perlohmanniidae é uma família de ácaros pertencentes à ordem Sarcoptiformes.
Géneros:
- Hololohmannia Kubota & Aoki, 1998
- Perlohmannia Berlese, 1916